# Nanum font
Nanum font (朝: 나눔글꼴) は、サンドル・コミュニケーション (朝: 산돌커뮤니케이션) とFontrix (朝: 폰트릭스) によって開発された、朝鮮語向けのUnicodeフォントである。書体はゴシック体・明朝体・手書き書体が含まれている。このフォントはネイバーによって配布されている。
このフォントのライセンスはOFL 1.1である。
このフォントはUbuntu 12.04以降では標準の朝鮮語フォントである。Mac OS X Lion以降のmacOSにはこのフォントの複数の書体が組み込まれている。

## 書体

### Nanum Gothic
サンドル・コミュニケーションによって開発され、2008年から2011年にかけてリリースされた。このフォントは4,888字の漢字に対応している。

### Nanum Gothic Coding
Nanum Gothicを開発者向けにしたフォントで、2009年にリリースされた。

### Nanum Myeongjo
Fontrixによって開発され、2008年から2009年にかけてリリースされた。Nanum Gothicとは異なり、漢字には対応していない。

### Nanum Pen ScriptとNanum Brush Script
筆で書いたような書体と、ペンで書いたような書体の2種類の手書き書体から構成されている。

### Nanum Gothic EcoとNanum Myeongjo Eco
Ecofontとの技術提携によって開発された。インクを節約することができるように設計されている。